# Sojuz TMA-10
Sojuz TMA-10 je ruská kosmická loď řady Sojuz. Letěla k Mezinárodní vesmírné stanici (ISS), kam dopravila dva členy Expedice 15 a vesmírného turistu Charlese Simonyiho. U ISS zůstala připojena od dubna 2007 jako záchranná loď. V říjnu 2007 přistála s Kotovem, Jurčichinem a prvním malajsijským kosmonautem Sheikhem Muszapharem Shukorem v Kazachstánu.

## Posádka

### Členové posádky ISS – Expedice 15
- Oleg Valerjevič Kotov (1), velitel, CPK
- Fjodor Nikolajevič Jurčichin (2), palubní inženýr, RKK Eněrgija

### Pouze start
- Charles Simonyi (1), účastník kosmického letu

### Pouze přistání
- Sheikh Muszaphar Shukor (1), první malajsijský kosmonaut

V závorkách je uveden dosavadní počet letů do vesmíru včetně této mise.

### Záložní posádka
- Roman Romaněnko, velitel, CPK
- Michail Kornijenko, palubní inženýr, RKK Eněrgija

## Průběh letu
Start mise se uskutečnil 7. dubna 2007 v 17:31 UT (19:31 SELČ) z kosmodromu Bajkonur v Kazachstánu. Po dvoudenním samostatném letu se Sojuz přiblížil k Mezinárodní vesmírné stanici, ke které se připojil 9. dubna 2007 v 19:10 UT (21:10 SELČ) k portu modulu Zarja. Sojuz TMA-10 zůstal u ISS jako záchranná loď až do října 2007.
Dne 21. října 2007 v 07:14 UTC se loď s Kotovem, Jurčichinem a prvním malajsijským kosmonautem Sheikhem Muszapharem Shukorem odpoutala od stanice. Sestupný manévr byl zahájen v 09:47 UTC zážehem motorů. V důsledku selhání pyropatron oddělení kabiny (SA) od přístrojové sekce (PAO) kabina do atmosféry vstoupila průlezem a málo chráněnou částí napřed, s připojenou dvě tuny těžkou přístrojovou sekcí. Naštěstí stejně jako u Sojuzu 5 (Volynov v lednu 1969) odhořely vzpěry poutající kabinu k přístrojové sekci dřív, než došlo k prohoření průlezu nebo krytů padáků - jinak by celá posádka zahynula. Kabina se díky vyvážení správně převrátila štítem napřed a balisticky přistála. Sojuz měl trojnásobné štěstí - 1. Sověti po letu Volynova ještě zesílili ochranu přední části kabiny, kdyby se situace opakovala. 2. Za celých dalších 30 let nikdo z konstruktérů neprosadil odlehčení Sojuzu (a zvýšení hmotnosti vraceného nákladu, což bylo mnohokrát vyžadováno) odstraněním této *váhy navíc* (protože od Sojuzu 5 dalších 30 let k selhání nedošlo). 3. úspěšně fungovalo oddělení obytného modulu (BO) od kabiny - při jeho selhání nemá posádka šanci na přežití. Návratový modul se po odhoření dostal na balistickou dráhu, přetížení v lodi dosáhlo hodnoty až 8,5 G. Rusové celou událost ututlali, což ohrozilo posádku Sojuzu TMA-11 a znechutilo NASA další spolupráci s Ruskem  Přistání proběhlo v 10:36 UTC v Kazachstánu 347 km od plánovaného místa.